# Hemiceras tabona
Hemiceras tabona är en fjärilsart som beskrevs av William Schaus 1939. Hemiceras tabona ingår i släktet Hemiceras och familjen tandspinnare. Inga underarter finns listade i Catalogue of Life.